# Israel-Platz

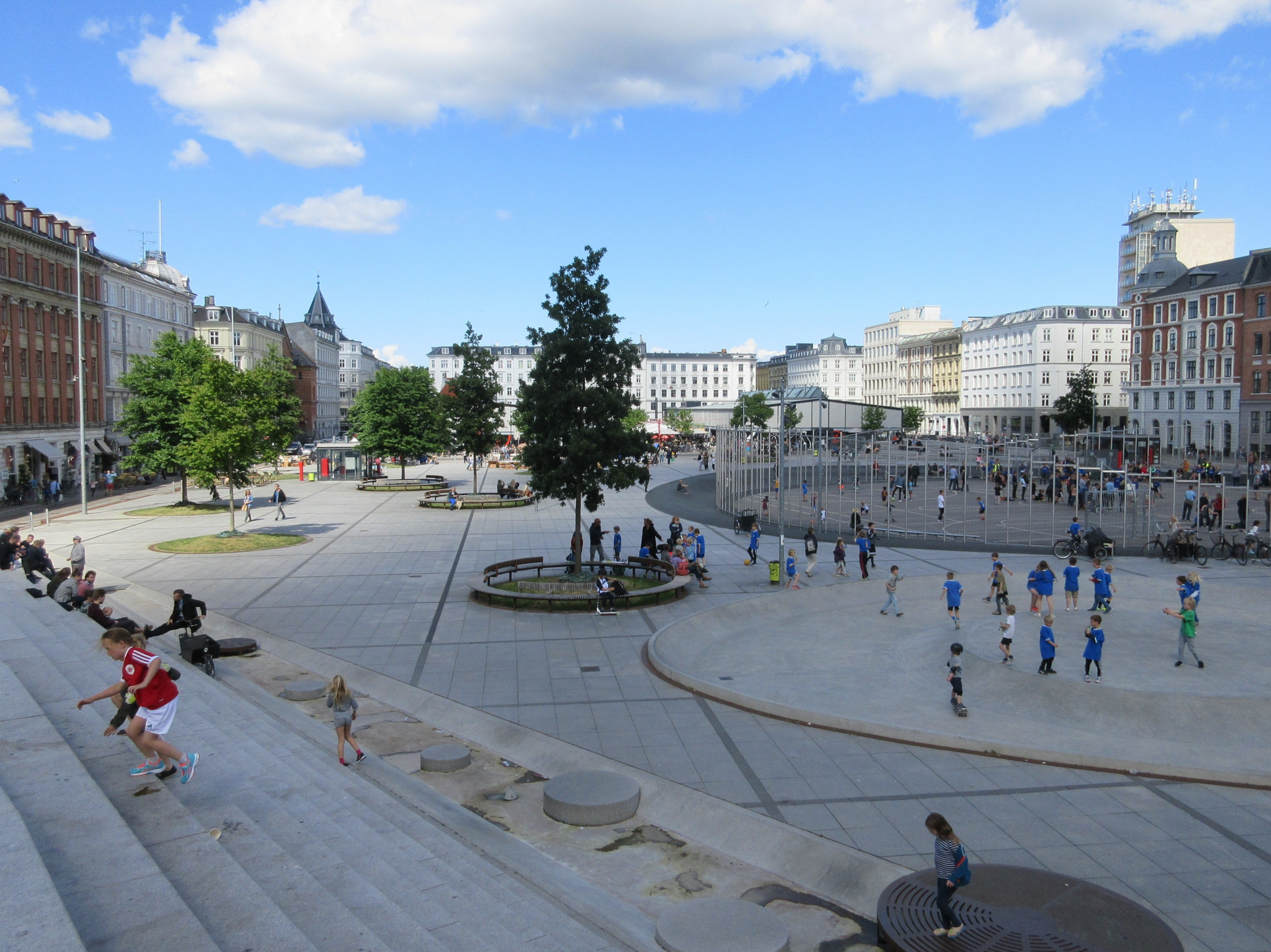
Israel-Platz (Israels Plads) in Kopenhagen (2016)

Der Israel-Platz (dänisch: Israels Plads) ist ein großer öffentlicher Platz in der Innenstadt von Kopenhagen, Dänemark, der sich im Gebiet zwischen dem Bahnhof Nørreport und den Kopenhagener Seen befindet. Sein nördlicher Teil beherbergt einen Markt (seit 2011 mit zwei Markthallen). Sein südlicher Teil wurde 2014 umfassend neu gestaltet, mit Übergang in den angrenzenden Ørsted Park.

## Geschichte

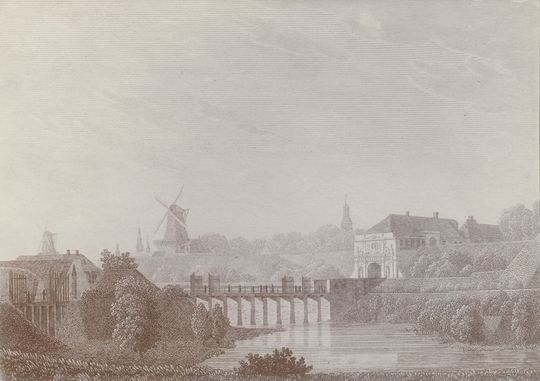
Der Standort vor Schleifung der Stadtbefestigung (vor 1859)

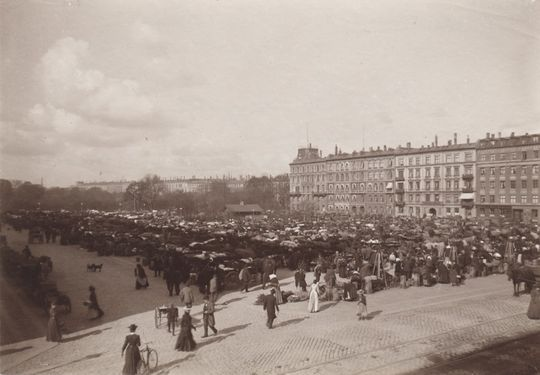
Markttag in den 1890er Jahren

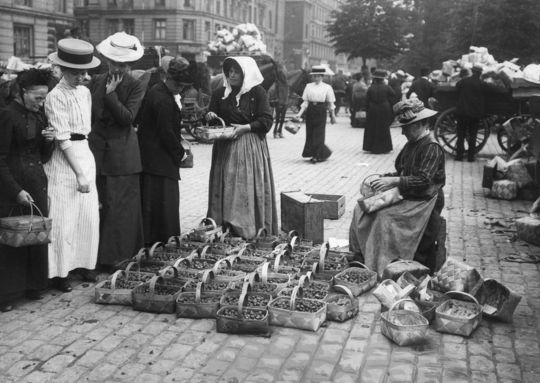
Marktfrauen aus Amager verkaufen Erdbeeren, etwa 1900

### Hintergrund
Der Platz liegt auf Flächen, die nach der Schleifung der Kopenhagener Bastionsbefestigung in der zweiten Hälfte des 19. Jahrhunderts frei wurden. Bis dahin waren die Flächen aufgrund der Anordnung einer baufreien Zone vor den Stadtmauern weitgehend unbebaut geblieben.

### Der Gemüsemarkt
Am 26. April 1889 wurde in der Vendersgade ein Gemüsemarkt (Grønttorvet) eröffnet, nachdem die Marktaktivitäten in Christianshavns Torv eingestellt worden waren.

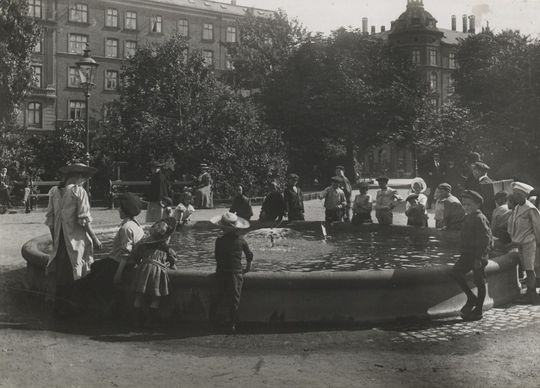
Kindertreffpunkt am Brunnen auf dem Hundetorvet, um 1900

### Erweiterung und Umzug
Der nördliche Teil des heutigen Israel-Platzes, zwischen Vendersgade und Frederiksborggade, gehörte ursprünglich nicht zum Grønttorvet. Er hatte einen Brunnen und war als Hundetorvet (wörtlich „Hundeplatz“) bekannt, vermutlich weil er bei Menschen, die mit ihren Hunden spazieren gingen, beliebt war. 1913 wurde der Platz in die Marktfläche eingegliedert.
Der Markt am Grønttorvet wurde geschlossen, als am 1. Oktober 1958 der neue Gemüsemarkt in Valby eingeweiht wurde.
Grønttorvet wurde am 11. Oktober 1968, dem 25. Jahrestag der nationalsozialistischen Judenverfolgung in Dänemark, in Israel-Platz umbenannt.

## Gebäude

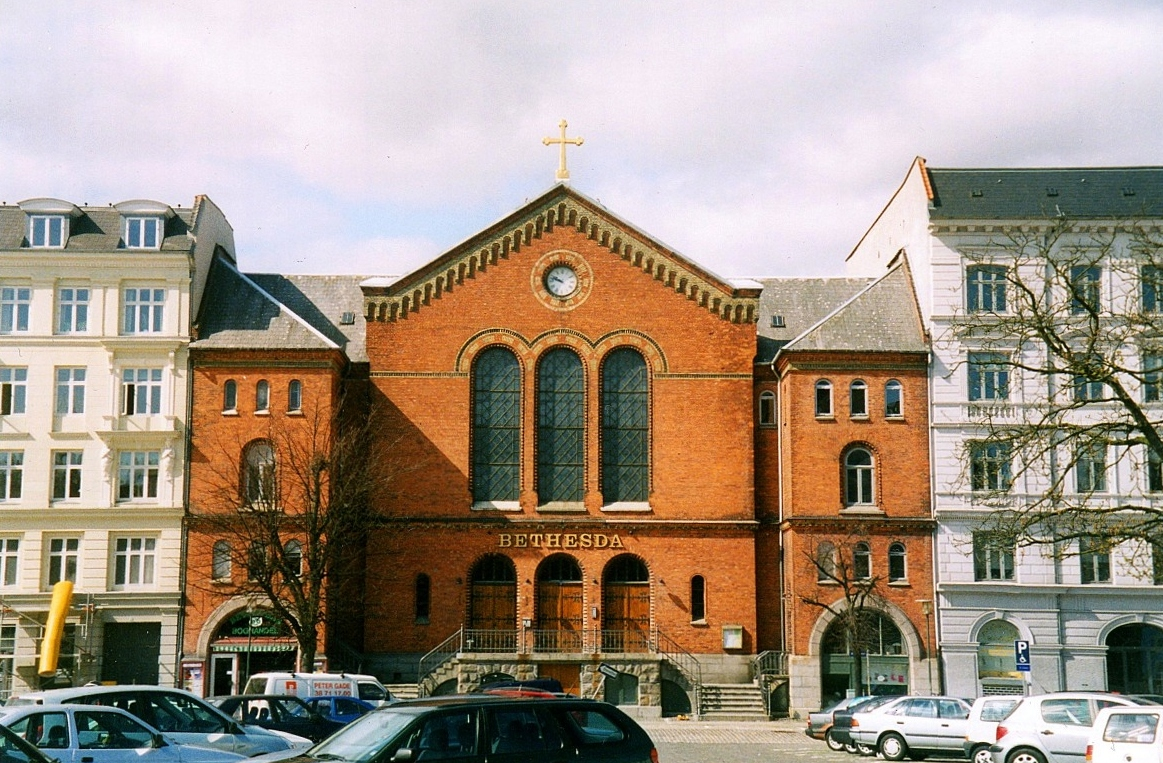
Bethesda, Rømersgade 17

Das markanteste Gebäude am Platz ist das Missionshaus Bethesda in der Rømersgade 17, das 1882 vom Architekten Ludvig Knudsen für die Innere Mission in Dänemark fertiggestellt wurde. Die meisten anderen Gebäude am Platz wurden als Wohnhäuser für die obere Mittelschicht in den 1870er und 1880er Jahren gebaut. Ein Beispiel ist Rømersgade 1–5, entworfen von Julius Bagger für Hans Hansen, besser bekannt als Hellig-Hansen, einen bedeutenden Bauunternehmer seiner Zeit, der später die Vergnügungsstätten National und Dagmar Theater baute, bevor er 1884 in Konkurs ging. Die Gebäude haben reiche Stuckverzierungen.

## Markthallen (Torvehallerne)

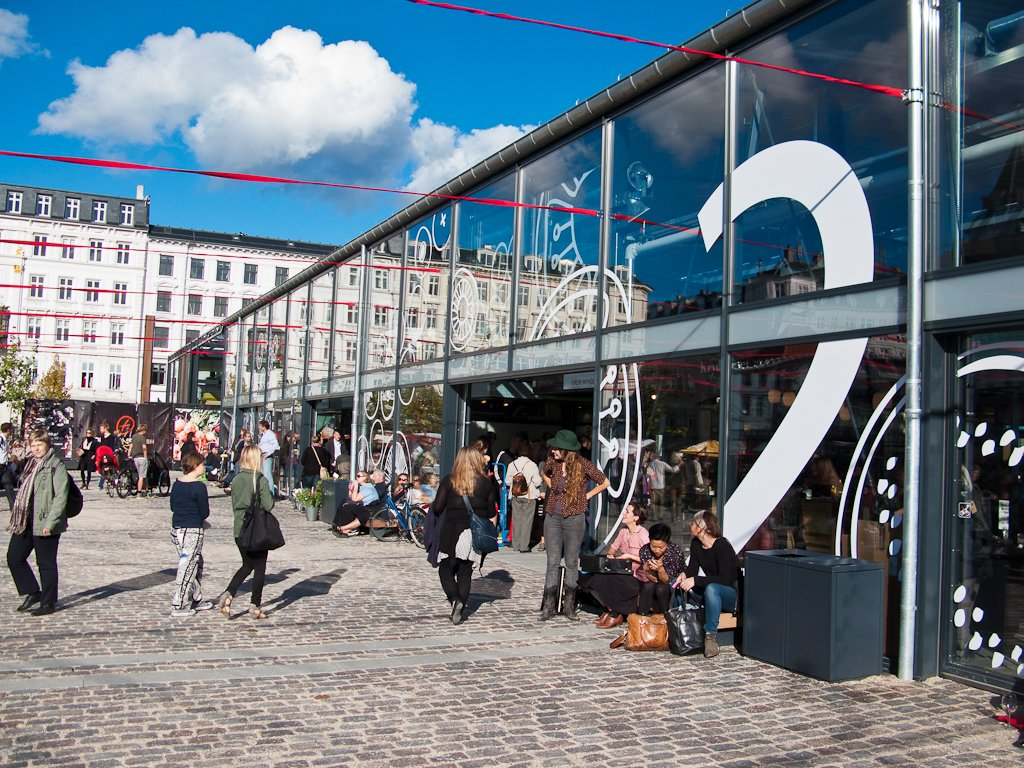
Eine der beiden Markthallen (2011)

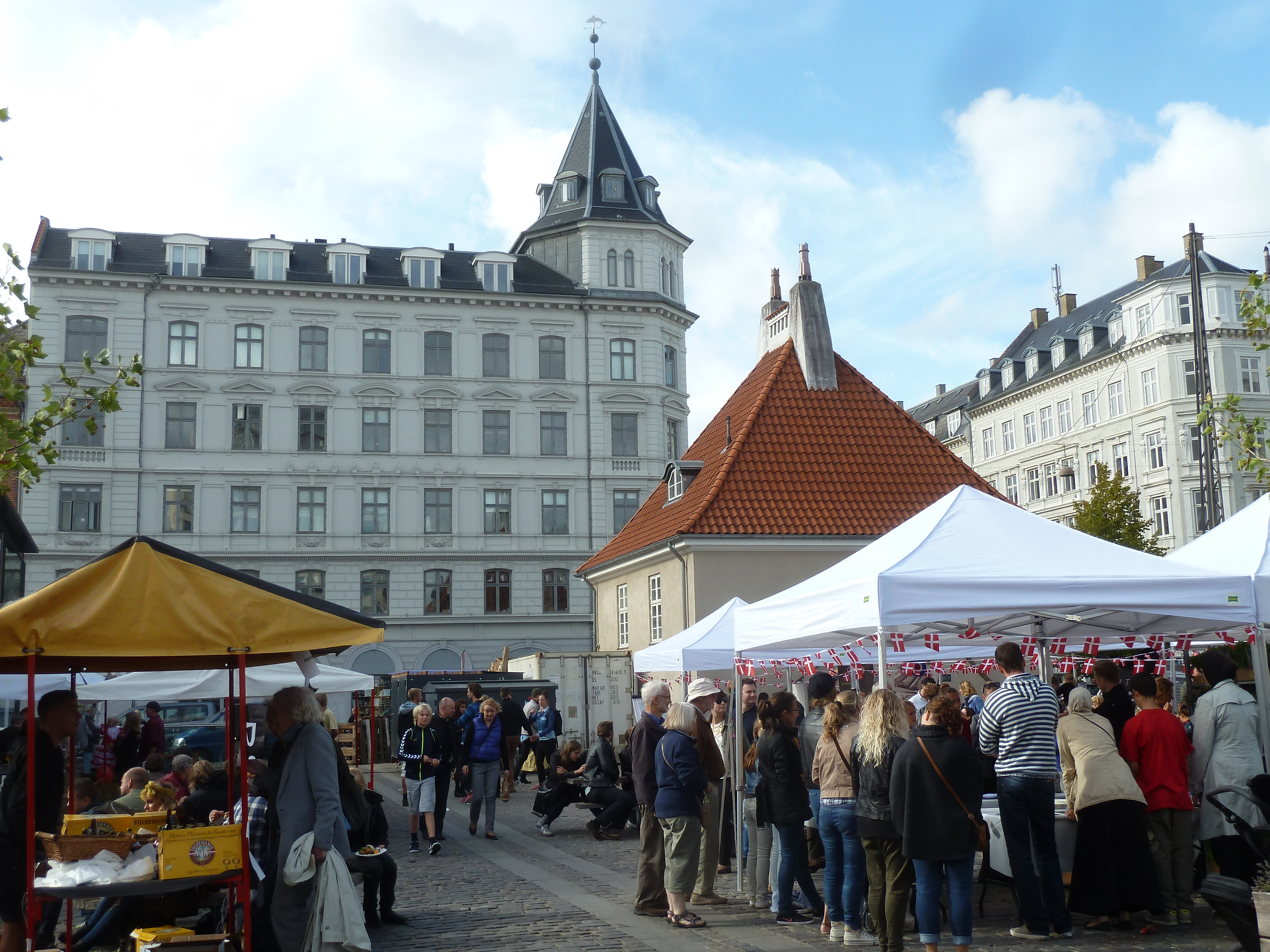
Markt auf dem Israel-Platz (2013)

Die beiden Markthallen sind jeweils 50 Meter lang und 24,20 Meter breit. Sie stehen parallel im Abstand von 23 Metern, so dass sich dazwischen weiterhin ein Gemüse- und ein Blumenmarkt unter freiem Himmel befinden. Die einfach und transparent gestalteten Hallen wurden von Hans Peter Hagens entworfen. Die Gesellschaft, die eigens für den Bau und Betrieb der Hallen gegründet wurde, musste in der Finanzkrise 2007/08 Konkurs anmelden. Nach der Übernahme des Projektes durch die private Grundstücksentwicklungsgesellschaft Jeudan wurden die Markthallen im September 2011 eröffnet.
Die folgenden Lebensmittel sind auf dem Markt erhältlich: belegte Sandwiches und Burger, Fleischwaren, darunter Lammkarree „Lammekrone“, Meeresfrüchte, einschließlich Fischprodukten, Garnelen und Hummer, Mozzarella und Käse, Schokolade, Dragee und Eis. Am Lebensmittelmarkt gibt es kostenlose öffentliche Toiletten.

## Neugestaltung des südlichen Teils 2014

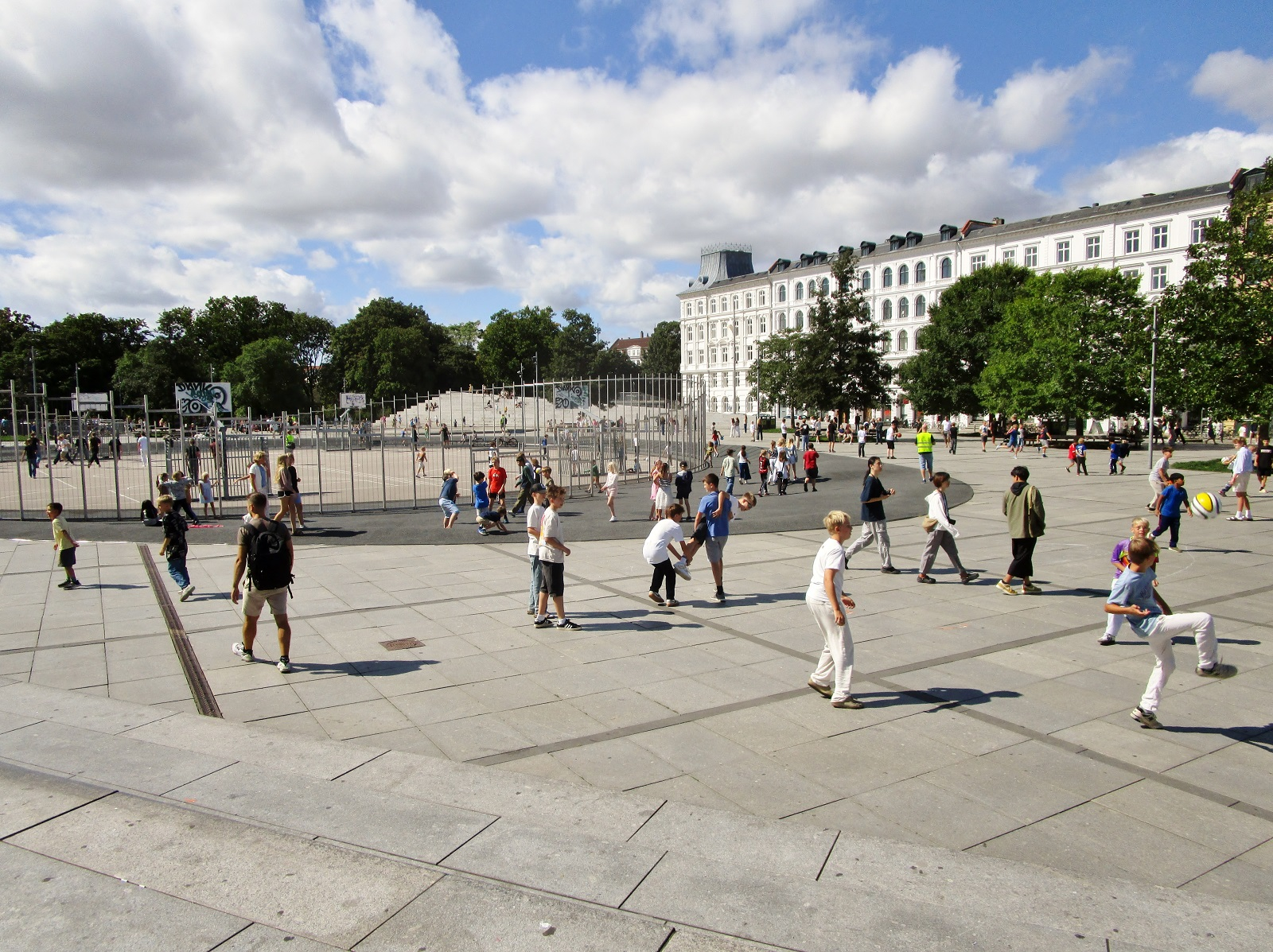
Israel-Platz während einer Schulpause (2023)

Bis 2014 war der südliche Teil eine trostlose, zum Parken genutzte Asphaltfläche mit gelegentlichen Flohmärkten. 2008 gab es einen Gestaltungswettbewerb für die Sanierung dieses Teils, den das Architekturbüro Cobe gewann. Zum Projektteam gehörten Sweco-Architekten, Birk Nielsens Landschaftsarchitekten, der Bildhauer Morten Stræde und das Ingenieurbüro Niras.
Die Gestaltungsidee ist die eines fliegenden Teppichs. Die helle Granitoberfläche steigt zur Straße hin über deren Niveau an (und fällt wieder ab), bietet in diesen Bereichen tribünenartige Sitzgelegenheiten und kaschiert die darunter erbaute Tiefgarage. Auf dem Platz gibt es öffentliche Skateboarding Flächen und einen Käfig für Streetball, aber auch Fußball und Basketball können gespielt werden, die von drei angrenzenden Schulen als Pausen- und Freifläche genutzt werden. Bäume und ein künstlicher Wasserlauf stellen eine gestalterische Verbindung zum angrenzenden Park dar.
Die Kosten wurden 2008 auf mindestens 60 Millionen Dänische Kronen veranschlagt. Sie wurden von der Stadt und dem Oticon Fonds getragen. Die Umsetzung des Projekts verzögerte sich aufgrund eines Streits mit dem Eigentümer einer Tiefgarage, doch 2012 wurde schließlich mit dem Bau begonnen. Der neu gestaltete Platz wurde 2014 fertiggestellt.

### Auszeichnung
Der Platz wurde in der Kategorie „Public Architecture“ nominiert als «Archdaily 2018 Building of the Year Award Finalist».